# Travis Knight
Travis Andrew Knight (Hillsboro, Oregon, 13. rujna 1973.), američki animator, redatelj, producent i bivši reper. Izvršni je direktor i glavni animator filmske kompanije Laika, specijalizirane za kadar-po-kadar animaciju, za koju je snimio animirane filmove Kubo i čarobni mač (2016.) i skorašnji Wildwood (2025.). Njegov igranofilmski prvijenac bio je znanstveno-fantastični film Bumblebee, dok drugi Gospodari svemira, nastalog prema popularnoj Mattelovoj franšizi Gospodari svemira upravo snima i premijera se očekuje 5. lipnja 2026. godine.

## Životopis
Sin je Phila Knighta, suosnivača kompanije Nike. Školovao se na državnom Sveučilištu Portland te je nakon diplomiranja radio kao stažist i animator u Vinton Studiosu. Kada je studio specijaliziran za kadar-po-kadar animaciju zapao u probleme, kupio ga je njegov otac i promijenio mu ime u Laika. U sudiju je djelovao kao šef animacije da bi 2009. godine postao predsjednik i izvršni direktor.

## Filmografija
| Godina | Film                                         | Redatelj | Producent | Bilješke                |
| ------ | -------------------------------------------- | -------- | --------- | ----------------------- |
| 2012.  | ParaNorman                                   | Ne       | Da        | i animator              |
| 2014.  | Trolovi iz kutija                            | Ne       | Da        | i animator              |
| 2016.  | Kubo i čarobni mač                           | Da       | Da        | i animator              |
| 2018.  | Bumblebee                                    | Da       | Ne        | igranofilmski prvijenac |
| 2019.  | Gospodin Link: U potrazi za skrivenim gradom | Ne       | Da        |                         |
| 2025.  | Wildwood                                     | Da       | Da        | u postprodukciji        |
| 2026.  | Gospodari svemira                            | Da       | Ne        | u fazi snimanja         |

## Vanjske poveznice
- Travis Knight – imdb.com (engl.)
- Travis Knight – themoviedb.org (engl.)
- Travis Knight – rottentomatoes.com (engl.)
- Travis Knight – empireonline.com (engl.)
- Travis Knight – filmbooster.com (engl.)